# ART OF LIFE
《ART OF LIFE》는 X JAPAN(엑스 재팬)의 네 번째 정규 음반이자, 밴드명을 X에서 X JAPAN으로 바꾼 이후에 발매한 첫 음반으로 1993년 8월 25일에 발매되었다.
음반명과 동명의 곡 하나만 수록되어 있는데 길이가 무려 29분으로 록 뿐만 아니라 클래식 음악적 요소까지 가미되어 있다. 가사는 모두 영어이며, 요시키의 인생을 모티브로 한 내용이다. 원래 음반 《Jealousy》에 2장 세트로서 발매할 예정이었지만 레코딩 중에 요시키가 부상을 당하고, 보컬 토시의 목상태 난항, 베이시스트 타이지가 탈퇴하고 히스로의 교체, 음반사인 소니의 상장 문제가 관련되었기 때문에 레코딩이 지연되어 EP 성격의 음반으로 단독 발매되었다.
1992년 7월 30일에 행해진 요시키의 토크 라이브에서 요시키와 오케스트라의 경연으로 연주된다. 엑스 재팬으로서는 1993년 도쿄 돔의 일본 직격 카운트다운 〈X JAPAN Returns〉로 2회 2008년의 재결성 기념 3일 연속 콘서트 공격 재개 2008 I.V. ~파멸을 향하여~의 일정 중 첫날인 3월 28일에 전반부가 마지막날인 3월 30일에는 후반부가 연주된다. 〈ART OF LIFE〉가 연주될 때 히데의 생전 영상을 홀로그램으로 띄워 히데가 살아 돌아와 다시 연주를 하는 듯한 효과를 주어 주목을 받기도 했다. 또한 28일에서는 요시키가 연주 후 실신으로 인해 공연이 그대로 종연되는 사태가 발생했다. 월드투어 첫 공연지인 홍콩에서 2009년 1월 16일에 전반부가 다음날인 2009년 1월 17일에 후반부가 연주된다.

## 퍼포먼스
1993년 9월 첫 번째 개표 주, 《ART OF LIFE》는 오리콘 차트에서 337,490장의 판매고를 기록하며 1위에 올랐다. 연말까지는 51만3000장이 팔렸고 올해 28번째로 베스트셀러 음반이 되었다. 2013년까지 ART OF LIFE는 60만 장 이상이 팔렸다.

## 곡 목록
| #  | 제목        | 작사·작곡 | 재생 시간 |
| -- | ----------- | --------- | --------- |
| 1. | ART OF LIFE | YOSHIKI   | 29:00     |